# Frumușica, Cahul
Frumușica este un sat din cadrul comunei Chioselia Mare din raionul Cahul, Republica Moldova.
În apropiere este amplasată rezervația naturală silvică Liceul Bolgrad.
Structură etnică
     moldoveni (96,16%)
     ucraineni (0%)
     ruși (0,81%)
     găgăuzi (2,79%)
     bulgari (0,12%)
     români (0%)
     evrei (0%)
     polonezi (0%)
     țigani (0%)
     alte etnii / nedeclarată (0,12%)
Conform datelor recensământului din 2004, populația localității este de 859 locuitori, dintre care 411 (47,85%) bărbați și 448 (52,15%) femei. Structura etnică a populației în cadrul localității arată astfel:
- moldoveni — 826;
- ruși — 7;
- găgăuzi — 24;
- bulgari — 1;
- altele / nedeclarată — 1.